# سانتانا (فلم)
سانتانا (بالإنجليزية: Santana) هو فيلم أكشن صدر عام 2020 من إخراج مارادونا دياس دوس سانتوس وكريس رولاند. شارك في تأليف الفيلم كريس رولاند ومارادونا دياس دوس سانتوس بينما لعب عددًا من الممثلين دور البطولة بينهم باولو أمريكانو وتيرينس بريدجيت وأماندا براون.

## طاقم التمثيل
| - باولو أمريكانو - تيرينس بريدجيت - أماندا براون - تامر برجاق | - نومبيلو جوالا - بول هامبشاير - ديل جاكسون - حكيم كاي-كاظم | - روبن مينيفي - راؤول روزاريو - جينا ابتون - نيد فييرا |